# Randallichthys
Randallichthys is een monotypisch geslacht van straalvinnige vissen uit de familie van de snappers (Lutjanidae), orde baarsachtigen (Perciformes).

## Soort
- Randallichthys filamentosus Fourmanoir, 1970